# Mind and Life Institute
El Mind and Life Institute (Instituto Mente y Vida) es una organización sin fines de lucro dedicada a explorar la relación entre la ciencia y el budismo como metodologías hacia el entendimiento de la naturaleza de la realidad. El instituto tiene como asociados a científicos destacados, y a practicantes budistas, el más notable de los cuales es Tenzin Gyatso, el 14.º Dalai Lama.

## Orígenes

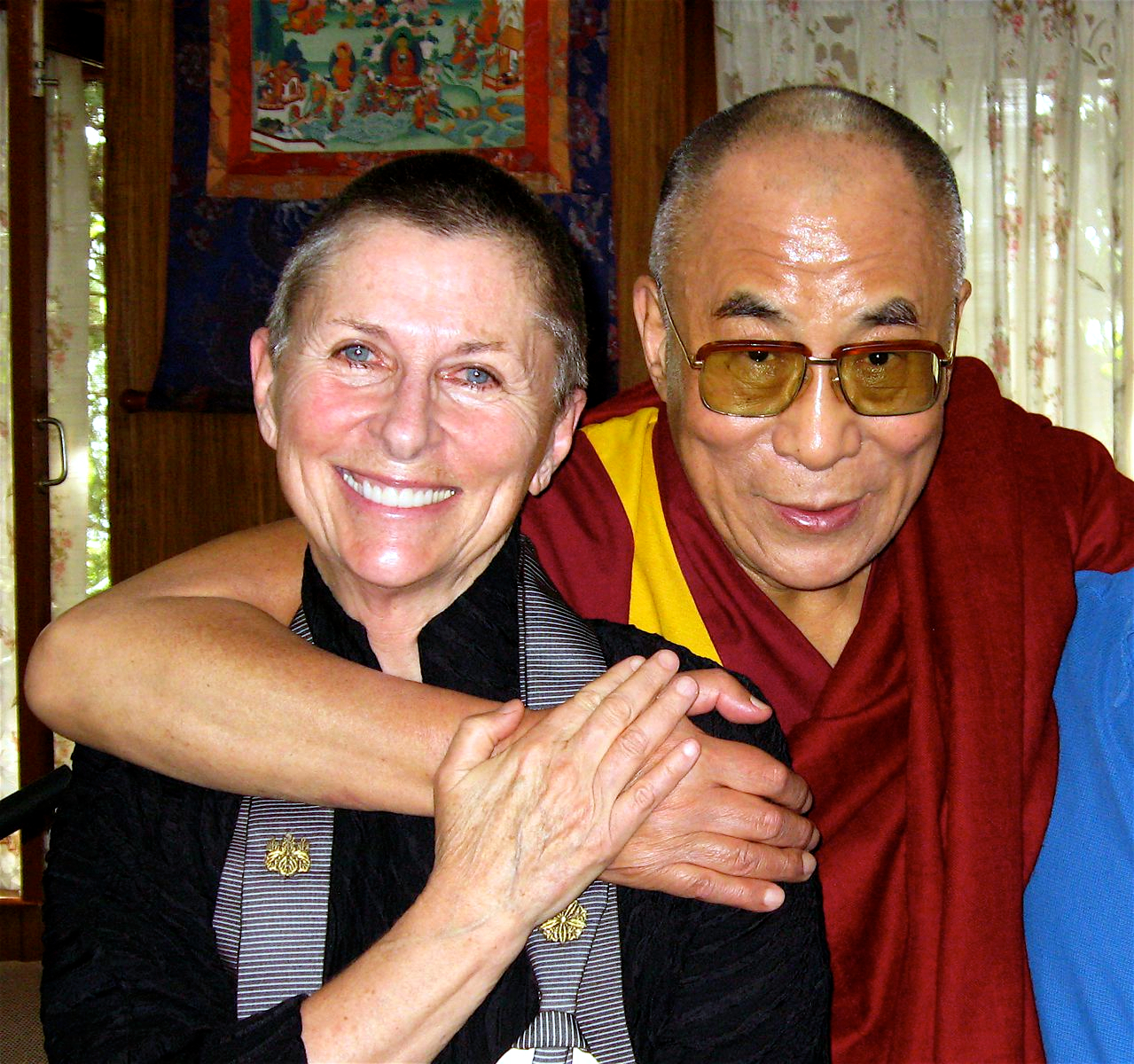
Joan Halifax con Tenzin Gyatso, el 14.º Dalái lama, en la XIV Conferencia del Mind and Life Institute, 2007, Dharamsala

El 14.º Dalái lama había estado interesado en la ciencia desde su niñez. En 1973, visitó el laboratorio de astrofísica de la Universidad de Cambridge. Diez años más tarde, participó en la conferencia Alpbach Symposia on Consciousness (Simposio sobre la Consciencia en Alpbach) – donde conoció a Francisco Varela. Luego tuvieron diversas conversaciones.
En una visita del Dalái lama a Francia, le propuso reunirse durante una semana en Dharamsala, en el norte de India. Varela también contactó a R. Adam Engle, quien también manifestó desear exactamente ese tipo de intercambio. Este fue el origen de la primera semana de discusiones entre científicos y el Dalái lama.
El programa Mind and Life fue iniciado en 1984-1985 independientemente por Adam Engle y Francisco Varela para fomentar un diálogo entre eruditos budistas y científicos occidentales. Joan Halifax urgió a Engle y Varela para que combinaran sus esfuerzos. Michael Sautman, Tendzin Choegyal y Ngari Rinpoche ayudaron a organizar los diálogos.
En ocasión del tercer Diálogo, se fundó formalmente el Mind and Life Institute, en 1990.

## Consejo de dirección

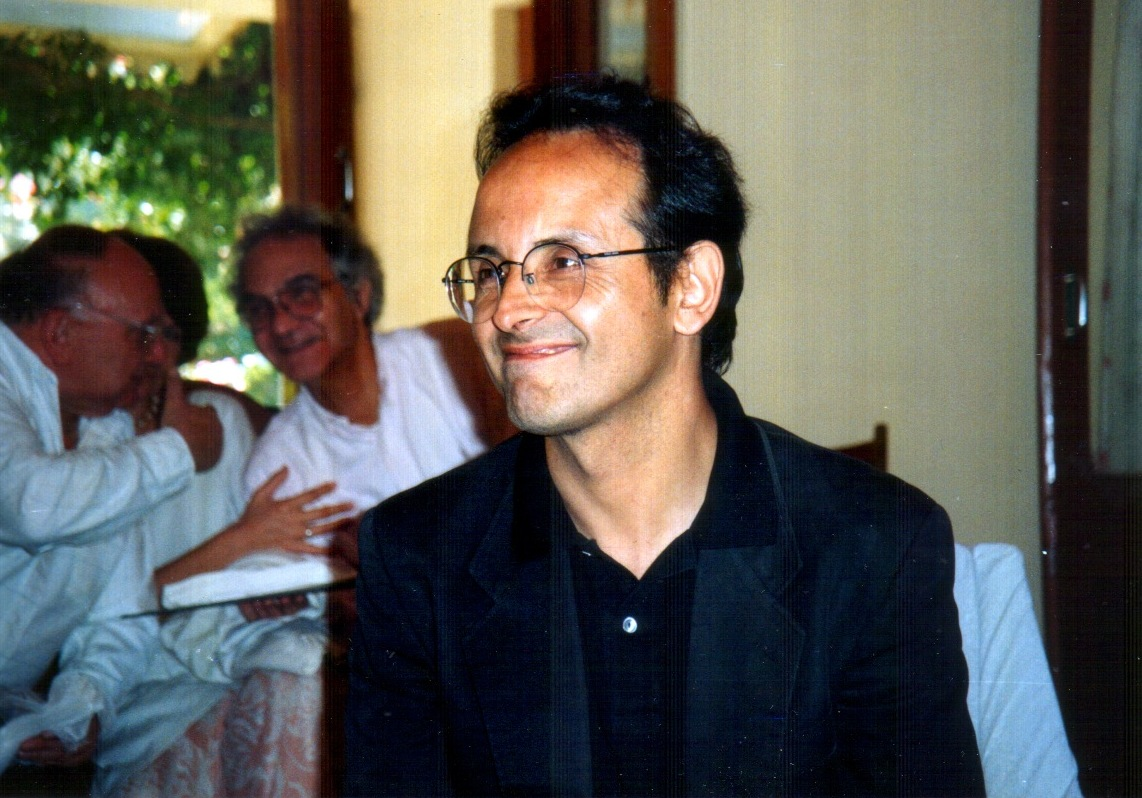
Francisco Varela en Dharamsala, 1994

- Tenzin Gyatso, 14.º Dalái lama (Presidente honorario)
- R. Adam Engle (Presidente y cofundador)
- Francisco Varela (Cofundador)
- Tendzin Choegyal
- Richard J. Davidson
- Daniel Goleman
- Joan Halifax
- Anne Harrington
- Jon Kabat-Zinn
- Matthieu Ricard
- Bennett M. Shapiro
- Ulco Visser
- B. Alan Wallace
- Raymond J. Gellein, Jr
- Thupten Jinpa
- Sona Dimidjian
- John D. Dunne
- Diego Hangartner
- Alfred Kaszniak
- Clifford Saron
- Evan Thompson

## Conferencias Mind and Life

### 1987: Mind and Life I
Diálogos entre el Budismo y las Ciencias Cognitivas Dharamsala, India
- Publicación: Puentes amables: Conversaciones con el Dalai Lama sobre las ciencias de la mente ,[6]
- Participantes: Tenzin Gyatso, Newcomb Greenleaf, Jeremy Hayward, Robert B. Livingston, Pier Luigi Luisi, Eleanor Rosch y Francisco Varela. Intérpretes: Thubten Jinpa y B. Alan Wallace

### 1989: Mind and Life II
Diálogos entre el Budismo y las Neurociencias Newport Beach, California, USA
- Publicación: La consciencia en el cruce de caminos: Conversaciones con el Dalai Lama sobre la Ciencia del Cerebro y el Budismo.[7]
- Participantes: Tenzin Gyatso, Patricia Smith Churchland, Antonio R. Damasio, J. Allan Hobson, Lewis L. Judd y Larry R. Squire. Intérpretes: Thubten Jinpa y B. Alan Wallace

### 1990: Mind and Life III
Emociones y Salud Dharamsala, India
- Publicación: Emociones que Sanan: Conversaciones con el Dalai Lama sobre Atención Plena, Emociones, y Salud,[8]
- Participantes: Tenzin Gyatso, Francisco Varela, Joyce McDougall, Jayne Gackenbach, Jerome Engel y Joan Halifax. Intérpretes: Thubten Jinpa y B. Alan Wallace
- De este intercambio nació la iniciativa de un estudio neurobiológico de la meditación budista; para facilitar este proyecto se fundó el Mind and Life Institute.

### 1992: Mind and Life IV
Durmiendo, Soñando y Muriendo Dharamsala, India
- Publicación: Durmiendo, Soñando y Muriendo: Una Exploración de la Consciencia con el Dalai Lama,[9]
- Participantes: Tenzin Gyatso, Jerome Engel, Jayne Gackenbach, Joan Halifax, Joyce McDougall, Charles Taylor, Francisco Varela. Intérpretes: Thubten Jinpa y B. Alan Wallace

### 1995: Mind and Life V
Altruismo, Ética y Compasión Dharamsala, India
- Publicación: Visiones de Compasión: Científicos Occidentales y Budistas Tibetanos Examinan la Naturaleza Humana
- Participantes: Tenzin Gyatso, Nancy Eisenberg, Robert H. Frank, Anne Harrington, Elliott Sober y Ervin Staub. Intérpretes: Thubten Jinpa y B. Alan Wallace

### 1997: Mind and Life VI
Las Nuevas Física y Cosmología Dharamsala, India
- Publicación: Las Nuevas Física y Cosmología: Diálogos con el Dalai Lama
- Participantes: Tenzin Gyatso, Arthur Zajonc, David Finkelstein, George Greenstein, Piet Hut, Tu Wei-ming y Anton Zeilinger. Intérpretes: Thubten Jinpa y B. Alan Wallace

### 1998: Mind and Life VII
Cuestiones Epistemológicas en Física Cuántica y las Ciencias Contemplativas Orientales Innsbruck, Austria
- Participantes: Tenzin Gyatso, Arthur Zajonc y Anton Zeilinger. Intérpretes: Thubten Jinpa y B. Alan Wallace

### 2000: Mind and Life VIII
Emociones Destructivas Dharamsala, India
- Publicación: Emociones Destructivas: Un Diálogo Científico con el Dalai Lama, por Daniel Goleman.[10]
- Participantes: Tenzin Gyatso, Daniel Goleman, Richard J. Davidson, Paul Ekman, Owen Flanagan, Mark Greenberg, Matthieu Ricard, Jeanne Tsai, Francisco Varela. Intérpretes: Thubten Jinpa y B. Alan Wallace

### 2001: Mind and Life IX
Transformaciones de la Mente, Cerebro y Emoción Madison, Wisconsin, Estados Unidos
- Participantes: Tenzin Gyatso, Richard J. Davidson, Paul Ekman, Jon Kabat-Zinn, Michael Merzenich, Matthieu Ricard, Francisco Varela, Antoine Lutz. Intérpretes: Thubten Jinpa y B. Alan Wallace

### 2002: Mind and Life X
La Naturaleza de la Materia, la Naturaleza de la Vida Dharamsala, India
- Participantes: Tenzin Gyatso, Arthur Zajonc, Michel Bitbol, Steven Chu, Ursula Goodenough, Eric Lander, Pier Luigi Luisi, Matthieu Ricard, Antoine Lutz. Intérpretes: Thubten Jinpa y B. Alan Wallace

### 2003: Mind and Life XI
Investigando la Mente Cambridge, MA, Estados Unidos

### 2004: Mind and Life XII
Neuroplasticidad: Los Sustratos Neuronales del Aprendizaje y la Transformación Dharamsala, India
- Participantes: Tenzin Gyatso, Richard J. Davidson, R. Adam Engle, Fred H. Gage, Michael J. Meaney, Kazuo Murakami, Helen J. Neville Matthieu Ricard, Phillip R. Shaver, Evan Thompson. Intérpretes: Thubten Jinpa y B. Alan Wallace

### 2005: Mind and Life XIII
La Ciencia y las Aplicaciones Clínicas de la Meditación Washington D. C., Estados Unidos
- Publicación: The Mind's Own Physician: A Scientific Dialogue with the Dalai Lama on the Healing Power of Meditation, por Jon Kabat-Zinn y Richard Davidson.[11]

### 2007: Mind and Life XIV
Un Diálogo sobre el Universo en un Único Átomo Dharamsala, India
- Participantes: Tenzin Gyatso, Richard J. Davidson, John Dunne, Paul Ekman, R. Adam Engle, Martha Farah, George Greenstein, Matthieu Ricard, Bennett M. Shapiro, Wolf Singer, Joan Halifax, Evan Thompson, Anton Zeilinger, Arthur Zajonc. Intérpretes: Thubten Jinpa y B. Alan Wallace

Video grabación (en inglés) disponible aquí: http://www.youtube.com/user/gyalwarinpoche#g/c/B99CDF90B3832607

### 2007: Mind and Life XV
Atención Plena, Compasión, y el Tratamiento de la Depresión 20 de octubre de 2007 — Emory University, Atlanta, Georgia, Estados Unidos
- Participantes: Tenzin Gyatso, Richard J. Davidson, John Dunne, Geshe Lobsang Tenzin (Negi), Helen S. Mayberg, Charles B. Nemeroff, Robert A. Paul, Charles L. Raison, Zindel V. Segal. Intérpretes: Thubten Jinpa y B. Alan Wallace

### 2009: Mind and Life XVIII
Atención, Memoria y la Mente: una Sinergía de Perspectivas Psicológicas, Neurocientíficas y Contemplativas con Su Santidad El Dalái lama 6–10 de abril de 2009 — Dharamsala, India
- Participantes: Tenzin Gyatso, David E. Meyer, B. Alan Wallace, Anne Treisman, Rupert Gethin, Adele Diamond, Amishi Jha, Clifford Saron, Elizabeth Phelps, Shaun Gallagher. Intérpretes: Geshe Thupten Jinpa

Video grabación (en inglés) disponible aquí: http://www.youtube.com/user/gyalwarinpoche#g/c/B99CDF90B3832607

### 2009: Mind and Life XIX
Educando Ciudadanos del Mundo para la 21ra. Centuria: Diálogo de Educadores, Científicos y Contemplativos sobre el Cultivo de una Mente, Cerebro y Corazón Saludables 8-9 de octubre de 2009 — Washington D. C., Estados Unidos
- Participantes: Tenzin Gyatso, Marian Wright Edelman, Daniel Goleman, Richard Davidson, Linda Lantieri, Peter L. Benson, Martin Brokenleg, Ronald E. Dahl, Linda Darling-Hammond, Jacquelynne S. Eccles, Nancy Eisenberg, R. Adam Engle, Mark Greenberg, Joan Halifax, Takao Hensch, Thupten Jinpa, Anne C. Klein, Kathleen McCartney, Matthieu Ricard, Lee Shulman.

### 2010: Mind and Life XX
Altruismo y Compasión en los Sistemas Económicos: Diálogo entre las Ciencias Económica, Neurociencia, y Contemplativa 9–11 de abril de 2010 — Zúrich, Suiza.
- Participantes: Tenzin Gyatso, Thupten Jinpa, Ernst Fehr, William Harbaugh, Richard Layard, Tania Singer, Richard Davidson, Sanjit Bunker Roy, William George, Antoinette Hunziker-Ebneter, Arthur Vayloyan, Matthieu Ricard, Roshi Joan Halifax, John Dunne, Gert Scobel, Daniel Batson, Joan Silk, Diego Hangartner.